# Achipteria sumatrensis
Achipteria sumatrensis är en kvalsterart som beskrevs av Rainer Willmann 1931. Achipteria sumatrensis ingår i släktet Achipteria och familjen Achipteriidae. Inga underarter finns listade i Catalogue of Life.